# Jan Sørensen (Fußballspieler)
Jan Johnsen Sørensen (* 14. Mai 1955 in Glostrup; † 16. Februar 2024) war ein dänischer Fußballspieler auf der Position eines Stürmers.

## Karriere

### Spieler
Sørensen begann seine Laufbahn bei seinem Heimatverein Glostrup IC. 1976 wechselte er zum BK Frem Kopenhagen und ein Jahr später nach Belgien zum amtierenden Meister und Pokalsieger FC Brügge. In seiner ersten Saison 1977/78 mit dem Club Brugge gewann Sørensen den Meistertitel (für den Verein war es der Titelhattrick) und erreichte zum bisher einzigen Mal in der Vereinsgeschichte das Finale um den Europapokal der Landesmeister gegen den FC Liverpool, das Sørensen über die volle Distanz bestritt. 1980 folgte der Gewinn des zweiten Meistertitels in Belgien und der Gewinn des Supercups.
1983 verließ Sørensen den Club Brugge und wechselte in die Niederlande, wo er unter anderem für die beiden großen Rivalen des niederländischen Fußballs, Feyenoord Rotterdam und Ajax Amsterdam, spielte. 
Nach 4 Jahren, die er bei 4 Vereinen verbracht hatte, verließ Sørensen 1987 die Niederlande und ließ seine aktive Laufbahn in Portugal beim Portimonense SC ausklingen. 
Im Zeitraum zwischen 1977 und 1980 bestritt Sørensen insgesamt 11 Länderspiele für die Dänische Fußballnationalmannschaft, in denen er 3 Treffer erzielte.

### Trainer
Nach seiner aktiven Laufbahn arbeitete Sørensen eine Zeitlang als Trainer und war unter anderem für den FC Walsall tätig. Im Jahr 2000 war er kurze Zeit als Sportdirektor bei Hvidovre Kopenhagen angestellt. Danach wechselte Sørensen das Fach und betrieb ein Pub in Tamworth (Mittelengland).

## Erfolge
FC Brügge
- Belgischer Meister:  1978, 1980
- Belgischer Supercup: 1980
- Europapokalfinalist: 1978 (Europapokal der Landesmeister)